# Ветров, Сергей Геннадьевич
Сергей Геннадьевич Ветров (1953—2009) — советский и российский музыкант, ударник, музыкальный педагог.

## Биография
Окончил Московский государственный педагогический институт имени Гнесиных по классу ударных инструментов В.Штеймана. Более 30 лет работал в оркестре Большого театра, одном из самых значимых музыкальных коллективов России. На протяжении всей жизни успешно преподавал в детских музыкальных школах Москвы.
Создал и стал первым руководителем предметной комиссии секции ударных инструментов Методического кабинета Комитета по культуре Москвы. Организовал первый в России фестиваль юных исполнителей на ударных инструментах. Занимался работой по организации музыкальных фестивалей, развитию классов ударных инструментов, публикации педагогических и методических материалов.
Благодаря его усилиям в Москве, а затем и других городах России стали проводиться регулярные барабанные фестивали и конкурсы, расширяться классы ударных инструментов, привлекаться к работе молодые, талантливые педагоги.
Получил известность как составитель сборников упражнений, этюдов и пьес для ударных инструментов.
Умер 30 сентября 2009 года в Москве.